# Nagykanizsa (distrikt)
Nagykanizsa är ett distrikt i Ungern. Det ligger i provinsen Zala, i den västra delen av landet, 190 km sydväst om huvudstaden Budapest.